# Ca l'Estany (carrer Doctor Carles)
Ca l'Estany és una obra del municipi de Piera (Anoia) inclosa en l'Inventari del Patrimoni Arquitectònic de Catalunya.

## Descripció
Casa entre mitgeres de planta baixa i dos pisos. Destaca pel seu tractament de façana en els pisos on els murs són decorats amb esgrafiats de tema floral. Al primer pis, en un marge de façana hi ha una fornícula treballada en pedra amb la imatge de Sant Martí i dessota la signatura de F.SERRA SALA. Al segon pis s'hi obra una galeria d'arcs rebaixats amb pilars, tot el conjunt decorat amb esgrafiats. És interessant també el ràfec de la teulada on sobresurten unes mènsules de fusta.

## Història
L'edifici inicialment eren 2 cases, als números 8 i 10 del carrer de Sant Bonifaci, actualment del Doctor Carles. La número 10 la va fer aixecar Martí Estany Castells, que havia nascut a Sant Martí Sesgueioles i era pagès establert a Piera, on es va instal·lar amb la seva esposa Rosa Alabreda, natural d’Olesa de Montserrat. A la mort de Martí Estany Castells el 1851 la casa pairal va passar al primogènit, Agustí Estany Alabreda, i el 1867 la va heretar el seu fill Josep Estany Solà, que va adquirir el 1881 la casa contigua, la número 8. El 1901, un cop mort Josep, les dues cases les rebrà en herència la seva primogènita i única filla, Concepció Estany Casanovas, que no va arribar mai a contraure matrimoni.
El 1912 Martí Estany i Martí va comprar a la seva cosina Concepció Estany Casanovas —carregada de deutes com estava— la casa situada al número 8 del carrer del Doctor Carles. És la casa que el seu pare, Josep Estany Solà, havia adquirit el 1881 i que era a tocar de la casa pairal de la família. El 1933 Martí Estany va adquirir a la seva cosina, que continuava tenint una situació econòmica precària, la casa pairal del número 10 del carrer del Doctor Carles. Va condicionar les dues cases com un únic habitatge i va acollir el seu nucli familiar, integrat per la mare i la germana, al qual finalment es va afegir la seva cosina. L’interior de la casa es va convertir en un veritable museu, Martí Estany era col·leccionista, ja que les parets es van cobrir de pintures, armes i objectes de ceràmica, entre d'altres, i els diversos espais es van farcir de mobles d’època com ara llits, armaris, tocadors i calaixeres, majoritàriament d'origen català.
Per a la remodelació de les façanes, Martí Estany encarregà al prestigiós esgrafiador i escultor noucentista Ferran Serra i Sala (1905-1988) integrar-les en una única façana decorada amb uns bellíssims esgrafiats d'aire setcentista. S’hi va obrir una fornícula on es va col·locar una imatge escultòrica de sant Martí, en clara referència al nou propietari de la construcció. Potser també fou amb motiu de la reforma que es van inscriure a la llinda de la porta d’entrada les inicials M. E., en al·lusió a Martí Estany Castells, primer propietari de la nissaga Estany que va habitar la casa. Aquestes inicials es troben flanquejades per la data de 1798, any del naixement de l’hereu Agustí Estany Alabreda, així com la de 1826, que coincideix amb la del naixement de la seva primera filla, Rosa Estany Solà. A la part superior de la façana es va instal·lar una elegant galeria que exhibeix sis arcs rebaixats amb pilars. El ràfec de la teulada, on sobresurten unes mènsules de fusta, acaba de donar a l’edifici un aire senyorial.